# Speocera wangi
Espèce
Speocera wangi est une espèce d'araignées aranéomorphes de la famille des Ochyroceratidae.

## Distribution
Cette espèce est endémique de Hainan en Chine. Elle se rencontre vers Wuzhishan.

## Description
Le mâle holotype mesure 1,12 mm et la femelle paratype 1,32 mm.

## Systématique et taxinomie
Cette espèce a été décrite par Lin et Li en 2022.

## Étymologie
Cette espèce est nommée en l'honneur de Dong-dong Wang.

## Publication originale
- Lin, Zhao, Koh & Li, 2022 : « Taxonomy notes on twenty-eight spider species (Arachnida: Araneae) from Asia. » Zoological Systematics, vol. 47, no 3, p. 198-270 (texte intégral).